# Vicia peruviana
Vicia peruviana är en ärtväxtart som beskrevs av Josep Vigo Bonada. Vicia peruviana ingår i släktet vickrar, och familjen ärtväxter. Inga underarter finns listade i Catalogue of Life.